# Jelveti
Le Jelveti est un ordre soufi (tariqa) fondé au XVe siècle par Akbıyık Sultan, un murīd (élève) de Hacı Bayram-ı Veli (en) à Bursa. Il a été réformé au tournant du XVIIe siècle par le saint turc Aziz Mahmoud Hudayi (en).